# Novaki
Novaki (in italiano Novache o Novacchi, desueti) è una frazione sparsa del comune sloveno di Circhina di 436 abitanti, suddivisa in due insediamenti: Gorenji Novaki (letteralmente "Novaki Superiore", 230 abitanti) e Dolenji Novaki (letteralmente "Novaki Inferiore", 206 abitanti).

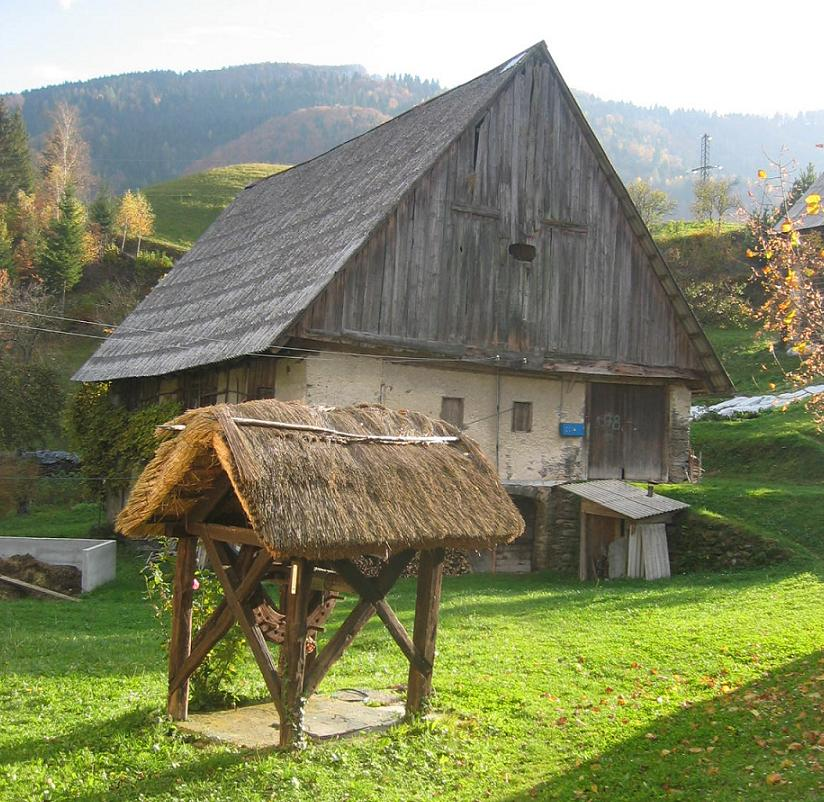
Edificio rurale tipico di Novaki

## Storia
Il centro abitato in epoca asburgica era suddiviso dal punto di vista amministrativo nei due comuni catastali di Novake Inferiore (Novake Dolenje, Unternovake) e Novake Superiore (Novake Gorenje, Obernovake). In seguito già nel XIX secolo entrambi i comuni vennero aggregati al comune di Circhina. Da allora Novaki costituisce una frazione di quel comune. Come il resto del comune, nel 1920, col trattato di Rapallo, il centro venne annesso al Regno d'Italia, e in epoca fascista il suo toponimo venne italianizzato in Novacchi (Novacchi di sopra e Novacchi di sotto).

## Luoghi d'interesse
In una profonda gola della valle del torrente Pasica si trova l'ospedale partigiano Franja (partizanska bolnica Franja), un ospedale segreto della seconda guerra mondiale, gestito dai partigiani jugoslavi dal dicembre del 1943 al termine del conflitto. Nonostante le forze di occupazione della Wehrmacht avessero tentato di cercarlo, l'ospedale, oggi adibito a museo, non fu mai scoperto. Il 18 settembre 2007 fu danneggiato seriamente da un'esondazione dovuta a piogge torrenziali: l'edificio è stato ricostruito fedelmente nel 2010.
Nello stesso abitato si trova anche la chiesa parrocchiale dedicata a san Tommaso apostolo, che appartiene alla diocesi di Capodistria.
Gran parte degli impianti di risalita del Cerkno Ski Resort si trova, invece, nei dintorni di Gorenji Novaki. Sul crinale a monte di Novaki che divide i bacini dell'Idria e della Sava esistono vari itinerari escursionistici tra i quali la facile salita al Kopa.